# RERO
RERO – síť knihoven západního Švýcarska (francouzsky: Réseau des bibliothèques de Suisse occidentale; RERO) je web knihoven z frankofonní části Švýcarska. Zahrnuje údaje z většiny knihoven na úrovni kantonů, akademické, veřejné a specializované knihovny. Název RERO představuje dvouslabičnou zkratku "Réseau Romand" ("Romand Network").